# Bloqueo del aeropuerto de Sujumi

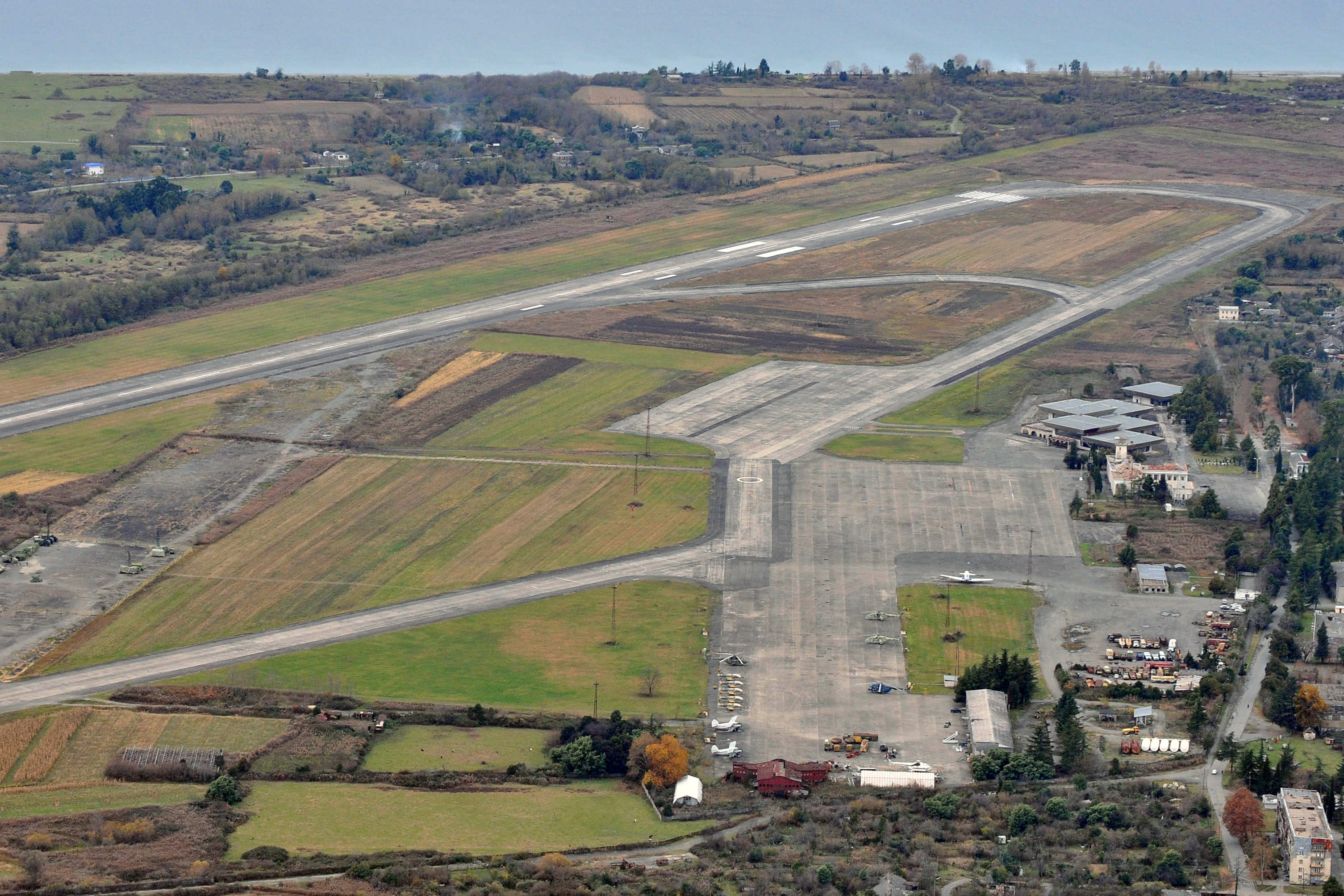
El Aeropuerto Internacional de Babushara, también es conocido como Sujum-Dranda o Sujum Babushera, es el aeropuerto de la ciudad de Sujum. Es el único aeropuerto internacional de Abjasia, región separatista de Georgia.

El bloqueo del aeropuerto de Sujumi fue la parte de la batalla de Sujumi que se desarrolló entre el 21 y 23 de septiembre de 1993 en la guerra de Abjasia, que concluyó con el derribo de varios aviones georgianos.
Para el 20-21 de septiembre las fuerzas abjasias habían rodeado casi completamente a Sujumi, negándose las fuerzas georgianas a retirarse por un corredor ofrecido por los abjasios.
El aeropuerto de Sujum era la vía de comunicación de la ciudad, y fue bombardeada constantemente por fuerzas abjasias.

## 21 de septiembre
Un avión Tupolev Tu-134 procedente de Sochi fue derribado por un misil tierra-aire. El avión cayó en el mar Negro, muriendo los cinco miembros de la tripulación y 5 pasajeros.

## 22 de septiembre
Otro avión (Tu-154) volando desde Tiflis, supuestamente llevando soldados georgianos, fue derribado mientras intentaba aterrizar en el aeropuerto de Sujumi y se estrelló en la pista, muriendo 108 de los 132 pasajeros. Malkhaz Titberidze (მალხაზ ტიტბერიძე), militar georgiano, perdió la vida dejando tres hijos, Maka Titberidze (მაკა ტიტბერიძე), Eka Titberidze (ეკა ტიტბერიძე) y Meri Titberidze (მერი ტიტბერიძე), el último de solo un año. La viuda Nato Devidze (ნატო დევიძე) murió seis meses después debido al dolor de la pérdida.

## 23 de septiembre
Un avión de pasajeros fue tocado por fuego de mortero o artillería rebelde, incendiándose, muriendo un miembro de la tripulación.